# Gostomysł (namiestnik Nowogrodu)

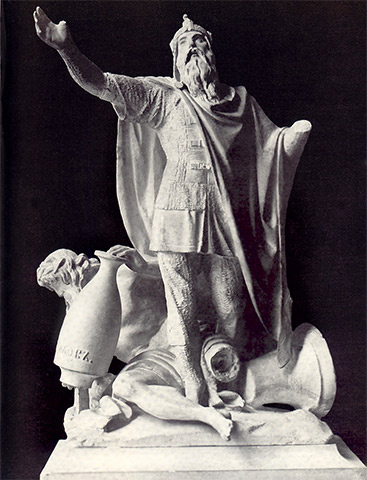
Statuetka Gostomysła

Gostomysł – półlegendarny namiestnik (posadnik) Nowogrodu z połowy IX wieku.
Nieznany źródłom staroruskim, wspomniany po raz pierwszy dopiero w XV-wiecznym latopisie sofijskim. Według pochodzącego z początku XVI wieku Posłania mnicha Spirydona Gostomysł w 842 roku miał zaprosić Ruryka do objęcia władzy w Nowogrodzie. Późniejsza tradycja przydała mu ojca Burywoja i uczyniła z niego dziadka Ruryka po kądzieli.
Historyczność Gostomysła jest kwestionowana. Nie wspomina o takiej postaci Powieść minionych lat. Możliwe jednak, że był to jakiś wódz Słowienów nowogrodzkich w okresie formowania się wspólnoty plemiennej pod koniec IX wieku. Zdaniem Henryka Łowmiańskiego historyczny Gostomysł był namiestnikiem Nowogrodu około 990 roku i rządził w imieniu małoletniego Wyszesława Włodzimierzowicza.